# Jixiangornis
Jixiangornis é um gênero de aves primitivas dos Cretáceo Inferior. Como as aves posteriores, ele não tinha dentes, mas também tinha uma longa cauda, ao contrário das aves modernas. Como os dentes ainda estavam presentes em alguns integrantes do grupo de cauda curta mais avançados, Jixiangornis parece ter evoluído a sua ausência de dentes de forma independe das aves modernas. O longo membro anterior (131% do comprimento dos membros posteriores) indica, pelo menos, alguma capacidade aérea. Jixiangornis é conhecido atualmente apenas a partir de um único espécime, um esqueleto completo, mas juvenil. O fóssil foi encontrado na Formação de Yixian perto da cidade de Beipiao, Liaoning, China.